# 尾野真知子
尾野 真知子（おの まちこ、1993年2月15日 - ）は、日本の元AV女優。
趣味・特技:音楽・アニメ鑑賞、バドミントン。

## 略歴・人物
2011年8月にデビュー、イメージDVDは飛ぶように売れた。同年12月9日、ヘアヌード写真集を発売、12月20日、AVデビューをした。
2012年11月26日　自身のブログで引退を宣言した。

## 出演作品

### イメージビデオ
- 純真乙姫 〜パイパン・元A○B48・18歳〜（2011年8月16日、テクニカル・スタッフ）
- Chakuero Art（2011年10月28日）
- 可憐舞姫（2011年11月18日、スパークビジョン）
- VERY BEST（2012年8月26日、ハレルヤ）

### アダルトビデオ
2011年
- ソープランドで働かされてる○○生を救い出せ! 2（8月20日、ナチュラルハイ）
- 文化部女子痴漢 4 文化祭SP 〜放送部/家庭部/茶道部/写真部/手芸部〜（9月8日、ナチュラルハイ）
- 親戚の女の子がかくれんぼ中に僕の部屋にやって来てこっそり…（9月8日、アイエナジー）オムニバス作品
- ADの妹（女子高生）の部屋にこっそり隠しカメラを置いたら予想以上にスゴい映像が撮れた!酔った勢いで次々と過激なことを…。 最近の女子高生はこんな事になってるの?（10月6日、Hunter）
- 援交女子校生にお仕置き中出し 3（10月7日、GLAY'z IMPACT）
- A○Bになりたかった 尾野真知子 18歳AV解禁（12月20日、ピーターズ）

2012年
- Aガール 尾野真知子（18歳） ご主人様、エッチな私をご覧ください。（1月20日、ピーターズ）
- 尾野真知子、39（ミク）でエッチになっちゃった。（2月20日、ピーターズ）
- A○Bになりたかったけど… AV女優になっちゃった私…（2月25日、隼エージェンシー）
- 僕だけのセンター（3月20日、ピーターズ）
- 白く汚れたアイドル メガ発射ザーメン（4月20日、ピーターズ）
- コスプレイヤー（4月27日、TMA）
- 美少女レズビアン 初恋 尾野真知子*つぼみ（5月20日、ピーターズ）
- 放課後ヒロイン 初めての大量ごっくん（6月20日、ピーターズ）
- 超高級パイパンアイドルソープ（7月20日、ピーターズ）
- 日焼けしたJr.アイドル（8月20日、ピーターズ）
- 尾野真知子vs黒人（9月20日、ピーターズ）
- ファンの自宅へオジャマしちゃうぞ♪（10月20日、ピーターズ）
- 尾野真知子 生まれて初めてアナルにチ○ポを挿入します！（11月20日、ピーターズ）
- A○Bになりたかった国民的アイドル候補生が集結！ Jr.アイドル乱交学園（12月20日、ピーターズ）

2013年
- 尾野真知子 THE FINAL 生中出し（1月20日、ピーターズ）
- 尾野真知子 Premium 2枚組8時間（6月15日、ピーターズ）※ 総集編
- 尾野真知子 東熱初裏ガチ Meat Doll Girl （Tokyo Hot n0837）
- 尾野真知子 東熱20連穢汁 Fair Body Girl（Tokyo Hot n0849）
- 尾野真知子 東熱流膣射祭 Maid Idle Pussy（Tokyo Hot n0861）
- 僕たちだけのスク水奴隷（カリビアンコム 072013-387）

2016年
- 素人AV体験撮影979 うらら 19歳 ペットショップ店員（1月29日、MGS動画）
- 完全ガチ交渉！噂の、素人激カワ看板娘を狙え！Vol.34（3月18日、プレステージ）

## 書籍

### 写真集
- 元国民的アイドル研究生 尾野真知子 写真集（2011年12月9日、三和出版）